# مدرسة فاينر الدولية
مدرسة فاينر الدولية هي مدرسة دولية خاصة تقع في نويشتات أن در فاينشتراسه، ألمانيا.

## الروابط الخارجية
1. ↑  Teeluck، Sanjay. "Zwei unterschiedliche Geschenke" (PDF). Kurierdienst Nr. 9. SBW Haus des Lernens. مؤرشف من الأصل (pdf) في 2011-07-20. اطلع عليه بتاريخ 2011-02-08.

- Internationale Schule Neustadt